# Havoc and Bright Lights
Havoc and Bright Lights ist das achte Studioalbum der kanadisch-amerikanischen Singer-Songwriterin Alanis Morissette. Es erschien im August 2012.

## Entstehung
Havoc and Bright Lights ist Morissettes erstes Album nach vier Jahren und das erste auf dem neuen Label Collective Sounds nach dem Abschied von Maverick Records. Es wurde von Guy Sigsworth und Joe Chiccarelli produziert. Im Sommer 2011 begannen die Arbeiten daran, bis zum Herbst waren 31 Songs fertiggestellt, wie Morissette bei den American Music Awards sagte. Die Aufnahmen zum Album fanden in Morissettes Wohnzimmer statt, sagte die Sängerin in einem Interview. Geschuldet sei dies dem Umstand, dass Morrisette ihren im Dezember 2010 geborenen Sohn noch stillte.

## Rezeption
Stephen Thomas Erlewine von der Webseite Allmusic.com schrieb, Morissette sei auf dem Album in „sonniger Stimmung“. Die Platte sei wie ein „Nachmittagsnickerchen oder ein warmes Bad“: „music for when you know you're right where you want to be“, „Musik, wenn man weiß, dass man genau da ist, wo man hingehört“. Weniger begeistert war Sarah Mikoleizik, die das Album für den Focus rezensierte: „Die meisten Songs klingen, als hätte man versucht, ihre alten Hits krampfhaft aufzupeppen, zum Beispiel mit einem Disco-Beat. Dieses Konzept funktioniert nur leider überhaupt nicht. Es ist ja grundsätzlich eine gute Sache, eine unverwechselbare Stimme zu haben. Für Alanis Morissette scheint es aber eher ein Nachteil zu sein. Denn egal wie sehr ein Song in den Anfangstönen nach Funk oder Disco klingt, sobald sie anfängt zu singen, ist der frische Anstrich weg. Und spätestens beim Chorus klingt er nicht nur wie jedes andere Stück der Platte, sondern auch wie jedes andere Stück das Alanis je veröffentlicht hat. Kurzum: „Havoc and Bright Lights“ funktioniert nicht.“

## Videoclip
2012 drehte Alanis Morissette in der deutschen Hauptstadt Berlin zu ihrem Song Guardian einen Videoclip, der sich stark an den Spielfilm Der Himmel über Berlin von Regisseur Wim Wenders aus dem Jahre 1987 anlehnt. Auf bild.de erklärte Morissette im Juli 2012: „Mit dem Video ziehe ich den Hut vor Wim Wenders’ Film. Er feiert sein 25-jähriges Jubiläum.“

## Titelliste
| #   | Titel             | Länge |
| --- | ----------------- | ----- |
| 1.  | Guardian          | 4:18  |
| 2.  | Woman Down        | 3:36  |
| 3.  | 'Til You          | 4:07  |
| 4.  | Celebrity         | 4:01  |
| 5.  | Empathy           | 4:00  |
| 6.  | Lens              | 4:08  |
| 7.  | Spiral            | 4:17  |
| 8.  | Numb              | 4:10  |
| 9.  | Havoc             | 5:53  |
| 10. | Win and Win       | 5:01  |
| 11. | Receive           | 4:28  |
| 12. | Edge of Evolution | 4:29  |

## Verkaufszahlen und Auszeichnungen
| Land/Region                  | Auszeichnungen für Musikverkäufe (Land/Region, Auszeichnung, Verkäufe) | Verkäufe |
| ---------------------------- | ---------------------------------------------------------------------- | -------- |
| Deutschland (BVMI)           | Gold                                                                   | 100.000  |
| Vereinigtes Königreich (BPI) | Silber                                                                 | 60.000   |
| Insgesamt                    | 1× Silber · 1× Gold ·                                                  | 160.000  |

Hauptartikel: Alanis Morissette/Auszeichnungen für Musikverkäufe